# Brzeźno (gmina)
Brzeźno (od 1973 Krzymów) – dawna gmina wiejska istniejąca do 1954 roku w woj. łódzkim i poznańskim. Nazwa gminy pochodzi od wsi Brzeźno, lecz siedzibą władz gminy był Krzymów.
W okresie międzywojennym gmina Brzeźno należała do powiatu konińskiego w woj. łódzkim. 1 kwietnia 1938 roku gminę wraz z całym powiatem konińskim przeniesiono do woj. poznańskiego. 1 kwietnia 1939 roku do gminy Brzeźno przyłączono część obszaru zniesionej gminy Piorunów.
Po wojnie gmina zachowała przynależność administracyjną. Według stanu z dnia 1 lipca 1952 roku gmina składała się z 24 gromad: Adamów, Borowo, Brzezińskie Holendry, Brzeźno, Drążno-Holendry, Drożeń, Genowefa, Głodno, Hiszpania, Ignacew, Izabelin, Kałek, Krzymów, Nowo-Paprockie Holendry, Nowy Krzymów, Paprotnia, Piersk, Potażniki, Rożek Krzymowski, Smolnik, Staro-Paprockie Holendry, Szczepidło, Teresina i Zalesie.
Jednostka została zniesiona 29 września 1954 roku wraz z reformą wprowadzającą gromady w miejsce gmin. Po reaktywowaniu gmin z dniem 1 stycznia 1973 roku gminy Brzeźno nie przywrócono, utworzono natomiast jej terytorialny odpowiednik, gminę Krzymów w tymże powiecie i województwie